# 142020 Xinghaishiyan
142020 Xinghaishiyan este un asteroid din centura principală de asteroizi.

## Descriere
142020 Xinghaishiyan este un asteroid din centura principală de asteroizi. A fost descoperit pe 15 august 2002 la Observatorul Palomar în cadrul programului NEAT. Asteroidul prezintă o orbită caracterizată de o semiaxă mare de 2,96 ua, o excentricitate de 0,07 și o înclinație de 1,4° în raport cu ecliptica.